# Bola de gluones
En física de partículas, una bola de gluones es una partícula compuesta exclusivamente de gluones. Dicho estado es posible porque los gluones tienen carga de color y experimentan la interacción nuclear fuerte. Las bolas de gluones son extremadamente difíciles de identificar en los aceleradores de partículas, porque se mezclan con estados mesónicos normales.
Los cálculos teóricos muestran que las bolas de gluones existen en rangos energéticos accesibles con la tecnología de colisionadores actuales. La predicción de que las bolas de gluones existen es una de las más importantes predicciones del modelo estándar de física de partículas que han sido confirmadas en el siglo XXI.
En marzo de 2021 la colaboración TOTEM, en el LHC junto con Fermilab, anunció el descubrimiento de una bola de gluones.

## Propiedades de las bolas de gluones
En principio, es teóricamente posible calcular de manera exacta todas las propiedades posibles de las bolas de gluones, derivadas de las ecuaciones y constantes físicas de la cromodinámica cuántica (QCD) sin ningún experimento adicional. Por lo tanto, las propiedades predichas de estas partículas hipotéticas se pueden describir en gran detalle usando la sólo la física del modelo estándar que tiene una aceptación bastante amplia dentro de la física teórica. Pero, el hecho de que los cálculos de la cromodinámica cuántica son tan difíciles que las soluciones a estas ecuaciones son casi siempre aproximaciones numéricas (alcanzados por varias metodologías muy diferentes) y la considerable incertidumbre en la medición de algunas de las constantes físicas fundamentales pertinentes (en relación con la interacción electrodébil) puede conducir a una variación en las predicciones teóricas de las propiedades de las bolas de gluones, como la masa y la proporción de la bifurcación del decaimiento de las bolas de gluones.

### Partículas constituyentes y carga de color
Los estudios teóricos de las bolas de gluones se han enfocado en bolas de gluones consistentes en dos o tres gluones, en analogía con los mesones y bariones que tienen dos y tres quarks respectivamente. Como en el caso de los mesones y los bariones, las bolas de gluones pueden ser neutrales en carga de color (o con isospin=0). El número bariónico de las bolas de gluones es cero.

### Momento angular total
Las bolas de gluones de dos gluones pueden tener un número cuántico de momento angular total (J) de 0 (siendo escalar o pseudoescalares) o 2 (tensores).  Las bolas de gluones de tres gluones pueden tener un número cuántico de momento angular total (J) de 1 (bosones vectoriales) o 3. Todas las bolas de gluones tienen un número cuántico de momento total angular entero lo que implica que son bosones más que fermiones.
Las bolas de gluones son las únicas partículas predichas por el modelo estándar con un número cuántico de momento angular total (J) (algunas veces llamado espín intrínseco) que puede ser bien 2 o 3 en sus estados fundamentales, aunque los mesones compuestos de dos quarks con J=0 y J=1 con masas similares han sido observados y otros mesones con estados excitados pueden tener estos valores de su número cuántico de momento angular total.
Las partículas fundamentales con estados fundamentales de J=0 o J=2 son distinguibles fácilmente de las bolas de gluones. Los hipotéticos gravitones, a pesar de tener un número cuántico de momento total angular de J=2, no tendrían masa ni carga de color así que serían fácilmente distinguibles de las bolas de gluones. El bosón de Higgs del modelo estándar (que tiene una masa estimada experimentalmente de en torno a 125-126 GeV/c² , aunque el status de esta partícula medida como el bosón de Higgs del modelo estándar aún no ha sido plenamente confirmada) es la única partícula fundamental con J=0 en el modelo estándar y tampoco tiene carga de color así que no interacciona con la fuerza nuclear fuerte. El bosón de Higgs en torno a 25 u 80 veces más pesado que la masa de las diferentes bolas de gluones predichas por el modelo estándar.

### Carga eléctrica
Todas las bolas de gluones tendrían una carga eléctrica, Q(e), de cero, puesto que los gluones en sí mismos no tienen ninguna carga eléctrica.

### Masa y paridad
La cromodinámica cuántica predice que las bolas de gluones son masivas, a pesar del hecho de que los gluones en sí mismos tienen masa cero en reposo en el modelo estándar. Las bolas de gluones con las cuatro posibles combinaciones de números cuánticos P (paridad) y C (c-paridad) se han considerado para cada posible momento angular total, produciendo al menos quince estados posibles de bolas de gluones, incluyendo estados excitados de bolas de gluones que comparten los mismos números cuánticos, pero tienen diferentes masas con los estados más ligeros teniendo masas tan bajas como 1.4 GeV/c² (para una bola de gluones con los números cuánticos J=0, P=+, C=+), y los estados más pesados teniendo unas masas tan grandes como casi 5 GeV/c² (para una bola de gluones con los números cuánticos J=0, P=+, C=-).
Estas masas son del mismo orden de magnitud que las masas experimentalmente observadas de los mesones y bariones, así como de las masas de los leptones tau, quark encantado, quark fondo, algunos isótopos  de hidrógeno y algunos isótopos  de helio.

### Estabilidad y canales de desintegración
Al igual que todos los mesones y bariones del modelo estándar, con la excepción de los protones, son inestables, todas las bolas de gluones predichas por el modelo estándar son inestables, con varios cálculos cromodinámicos prediciendo que la desintegración total (que está relacionada funcionalmente con su vida media) por varios estados de las bolas de gluones.
Los cálculos de la QCD también hacen predicciones atendiendo a los patrones de desintegración esperados para las bolas de gluones.  Por ejemplo, las bolas de gluones no tendrían radiación (?) o dos fotones de desintegración, pero tendrían desintegraciones en pares de piones, pares de kaones o pares de mesones eta.

## Impacto práctico sobre la física macroscópica de baja energía
Debido a que las bolas de gluones del modelo estándar son tan efímeras (desintegrándose casi de inmediato en productos de desintegración más estables) y sólo se generan en física de altas energías, las bolas de gluones sólo surgen de manera sintética en las condiciones naturales que se encuentran en la Tierra que los humanos pueden observar fácilmente. Son científicamente notables sobre todo porque han sido una predicción comprobable del modelo estándar, y no a causa del impacto fenomenológico sobre los procesos macroscópicos, o su aplicaciones en ingeniería.

## Simulaciones QDC reticuladas
La teoría de campo reticulado provee una manera de estudiar teóricamente el espectro de las bolas de gluones y a partir de los primeros principios. Algunas de las primeras cantidades calculadas usando métodos QCD reticulados (en 1980) eran estimaciones de masas de bolas de gluones.  Morningstar y Peardon calcularon computacionalmente en 1999 las masas de las bolas de gluones más ligeros en la QCD sin quarks dinámicos. Los tres estados más bajos están tabulados abajo.  La presencia de quarks dinámicos alteraría ligeramente estos datos, pero también haría los cálculos computaciones más difíciles. Desde entonces los cálculos dentro de la QCD (retículo y reglas de suma  (?)) han encontrado que las bolas de gluones más ligeras serían escalares con masa en el rango de los 1000-1700 MeV.
| J P'C | masa          |
| ----- | ------------- |
| 0++   | 1730 ±80 MeV  |
| 2++   | 2400 ±120 MeV |
| 0−+   | 2590 ±130 MeV |

## Candidatos experimentales
Los experimentos en aceleradores de partículas son capaces frecuentemente de identificar partículas compuestas inestables y asignar masas a esas partículas con una precisión de aproximadamente 1 MeV/c², sin ser capaces de asignar de inmediato a la resonancia de las partículas que se observa todas las propiedades de esa partícula. Muchas de tales partículas se han detectado, a pesar de que algunas partículas detectadas en algunos experimentos, pero no en otros, pueden ser vistos como dudosas. Algunas de las candidatas de resonancias de partículas que podrían ser bolas de gluones, aunque la evidencia no es definitiva, son las siguientes:
- X(3020) observada por BaBaR es un candidato para un estado excitado de 2-+, 1+- or 1-- estados de bolas de gluones (?) con una masa de en torno a 3.02 GeV/c².[3]
- f0(500)/σ -- las propiedades de esta partícula son consistentes posiblemente con una bola de gluones de 1000 MeV o 1500 MeV de masa.[12]
- f0(980) -- la estructura de esta partícula compuesta es consistente con la existencia de una bola de gluones ligera.[12]
- f0(1370) -- la existencia de esta resonancia está disputada pero es un candidato de un estado mezclado de una bola de gluones y un mesón.[12]
- f0(1500) -- la existencia de esta resonancia no está discutida pero su estatus como estado mezcla de mesón-bola de gluones no está bien establecido.[12]
- f0(1710) -- la existencia de esta resonancia no está discutida pero su estatus como estado mezcla de mesón-bola de gluones o bola de gluones pura no está bien establecido.[12]
- Los chorros de gluones en el experimento LEP mostraron un 40% de exceso sobre las expectativas teóricas de clusters electromagnéticamente neutrales lo que sugiere partículas eletromagnéticamente neutras esperadas en un ambiente rico en gluones donde las bolas de gluones podrían estar presentes.[12]

Muchos de estos candidatos han sido sujeto de investigaciones activas en los pasados 18 años.  El experimento GlueX, programado para empezar en 2014, ha sido específicamente diseñado para producir evidencias experimentales definitivas de las bolas de gluones